# Metal Heart
Metal Heart es el sexto álbum de estudio de la banda alemana de heavy metal Accept, publicado en 1985 por RCA Records para el mercado europeo y por el sello Portrait para los Estados Unidos. Es el primer disco de la banda en ser producido por Dieter Dierks, dueño de los Dierks Studios donde habían grabado sus dos producciones anteriores. Por otro lado, marcó el retorno del guitarrista Jörg Fischer a la banda tras haber renunciado en 1981.
A diferencia de su predecesor incluyó canciones con letras más comerciales con el objetivo de conseguir mayor radiodifusión en el mercado estadounidense, sin embargo, solo ingresó en los top 100 de la lista Billboard 200. No obstante, logró muy buenas posiciones en Europa y recibió muy buenas críticas, a tal punto que se considera como uno de los mejores álbumes de su carrera.

## Antecedentes
A principios del 2000, Wolf Hoffmann comentó que el concepto del álbum nació tras leer un artículo de tecnología: «Habíamos leído un artículo sobre que un hombre estaba fabricando un corazón artificial y que un día todo el mundo iba a tener un corazón computarizado. En términos generales, se habló acerca de como la humanidad cada vez iba ser absorbida y que cada vez iba ser sustituida por las máquinas. Ahora no es nada nuevo, pero en aquel entonces si lo era». Por esa razón el disco iba a ser una holografía de un corazón de metal que había sido hecha específicamente para el álbum, pero debido al alto costo que implicaría su fabricación se incluyó solo la imagen del corazón como portada.
Por su parte, la producción de canciones comenzó solo semanas después de haber culminado la gira de Balls to the Wall, cuyas ideas originales se escribieron en una casa de veraneo de Vermont en los Estados Unidos. En total 24 canciones fueron preproducidas y con ellas se trasladaron a los Dierks Studios de Colonia (Alemania) donde Dieter Dierks —dueño del estudio de grabación— fue escogido para producir el álbum. Según Hoffmann, Dieter era extremadamente exigente y revisaba una y otra vez cada enfoque de las canciones, incluso mencionó: «Él era duro, pero los resultados fueron geniales». Cabe señalar que Metal Heart fue el primer disco de Accept en ser grabado digitalmente.

## Lista de canciones
Todas las canciones escritas por Accept y Deaffy.

| N.º | Título                      | Duración |  |
| 1.  | «Metal Heart»               | 5:19     |  |
| 2.  | «Midnight Mover»            | 3:05     |  |
| 3.  | «Up to the Limit»           | 3:47     |  |
| 4.  | «Wrong is Right»            | 3:08     |  |
| 5.  | «Screaming for a Love-Bite» | 4:06     |  |
| 6.  | «Too High to Get It Right»  | 3:47     |  |
| 7.  | «Dogs on Leads»             | 4:23     |  |
| 8.  | «Teach Us to Survive»       | 3:32     |  |
| 9.  | «Living for Tonite»         | 3:33     |  |
| 10. | «Bound to Fail»             | 4:58     |  |

| Pistas adicionales en remasterización de 2002 |                               |          |  |
| N.º                                           | Título                        | Duración |  |
| 11.                                           | «Love Child» (en vivo)        | 4:44     |  |
| 12.                                           | «Living for Tonite» (en vivo) | 3:53     |  |

## Músicos
- Udo Dirkschneider: voz
- Wolf Hoffmann: guitarra eléctrica, guitarra acústica, sitar y coros
- Jörg Fischer: guitarra eléctrica y coros
- Peter Baltes: bajo, moog Taurus, bajo acústico y coros
- Stefan Kaufmann: batería, timbal de concierto y gong